# Le Canada : Une histoire populaire

Le Canada: Une histoire populaire est une série documentaire télévisée en 17 épisodes et 32 heures sur l'histoire du Canada. Elle a été diffusée sur Radio-Canada en octobre 2000 et novembre 2001. Une suite de deux épisodes a été produite en 2017.
La série raconte l'histoire du Canada des peuples autochtones à nos jours du point de vue des classes populaires. Les comédiens incarnent les personnages qui ont fait l'histoire et les gens qui l'ont vécue.  
La série a bénéficié de la collaboration entre la CBC et la SRC, alors que d'ordinaire les artistes francophones et anglophones ne se regroupent pas dans les mêmes projets. 

## Réalisateurs
- Laine Drewery
- Claude Lortie
- Michelle Métivier
- Serge Turbide

## Scénariste
- Laine Drewery

## Producteurs
- Gene Allen
- Hubert Gendron
- Mark Starowicz

## Comédiens
- Maggie Huculak... Narratrice
- René-Daniel Dubois....  André Thevet
- Arthur Holden....  William Cormack
- Jennifer Hunter....  Conteuse inuite
- Jonathan Jacobson....  Maquinna
- Art Kitching....  John Jewitt
- Andréa Parro....   Conteuse de la côte Ouest
- Yvan Ponton....  Jacques Cartier)
- Dominique Pétin....  Conteuse des plaines
- Paule Baillargeon...  Marie de l'Incarnation
- Simon Baker... Jeune amérindien
- Carl Béchard... Jean-Talon
- Raymond Cloutier...  François Le Mercier
- Paul Doucet... Jean de Brébeuf
- Jean L'Italien....  Pierre Boucher adulte
- Gérard Poirier....  Marquis de Salières
- Maxim Roy.... Catherine Parr-Trail
- Ghyslain Tremblay....  Samuel de Champlain
- Pierre Chagnon....  Comte de Frontenac
- François Papineau....  Cavelier de La Salle
- Zachary Richard....  Jean Labordore
- Simon Barry....  L'abbé Jean-Félix Récher
- Normand Bissonnette....  François Gaston de Lévis
- Lorne Brass....  Général James Wolfe
- John Gilbert....  Sir James Murray
- Yvonne Laflamme....  Marie de la Visitation
- Robert Lalonde....  Pontiac
- Guy Nadon....  Louis-Joseph de Montcalm
- Paul Savoie.... Marquis de Vaudreuil[Lequel ?]
- Frédérick De Grandpré....  Joseph Brant
- Louise Marleau....  Thérèse Baby
- Claude Poissant....  Pierre Bédard
- François Tassé....  Général Isaac Brock
- Stéphan Côté....  David Thompson
- Gaétan Dumont....  Pierre-Esprit Radisson
- Paul Essiembre....Daniel Harmon
- Jean LeClerc....  Miles MacDonnell
- Daniel Pilon....  Sir James Douglas[Lequel ?]
- Jacques Rossi....  La Vérendrye[Lequel ?]
- Dennis St John....  Sir John Colborne
- Normand Lévesque....  Benjamin Franklin
- Taylor Abrahamse....  Maurice Stanley

## Épisodes

### Coffret 1
| # | Titre                            | Durée                   | Sujets | Personnalités                                                                     |
| - | -------------------------------- | ----------------------- | --- | --------------------------------------------------------------------------------- |
| 1 | Au début du monde                | 15,000 av. J.-C. ; 1800 | Premières Nations et histoire inuite, premiers contacts européens                                                                                       | Jacques Cartier, Chef Donnacona, John Jewitt                                      |
| 2 | Les aventuriers et les mystiques | 1540 ; 1670             | Exploration européenne, recherche du passage du Nord-Ouest, fondation de la Nouvelle-France, début de la traite des fourrures                           | Samuel de Champlain, François Le Mercier                                          |
| 3 | À l'assaut du continent          | 1670–1755               | Expansion de la Nouvelle-France et sa traite des fourrures, conflit avec les colonies britanniques, déportation acadienne                               | Louis de Buade de Frontenac, Marquis de Sallières                                 |
| 4 | La bataille de l'Amérique        | 1754–1775               | Époque de la guerre de Sept Ans, incluant la prise de Louisbourg et la prise de Québec aux plaines d'Abraham                                            | Louis-Joseph de Montcalm, James Wolfe, Benjamin Franklin, Guy Carleton            |
| 5 | Une question de loyautés         | 1775–1815               | Les effets de la révolution américaine sur le Canada, dont la tentative de conquête et l'immigration des Loyalistes de l'Empire-Uni ; la guerre de 1812 | Isaac Brock, Charles-Michel de Salaberry, Tecumseh, Joseph Brant, Benedict Arnold |

### Coffret 2
| # | Titre                 | Durée     | Sujets | Personnalités                                                                            |
| - | --------------------- | --------- | --- | ---------------------------------------------------------------------------------------- |
| 6 | La route de l'ouest   | 1670–1850 | Le Nord-Ouest s'ouvre à la traite de la compagnie de la Baie d'Hudson et la compagnie du Nord-Ouest; les explorateurs et les aventuriers découvrent le cœur du territoire canadien. | Alexander Mackenzie, Pierre-Esprit Radisson, David Thompson, Pierre Gaultier de Varennes |
| 7 | Rébellions et réforme | 1815–1850 | Les défenseurs de la démocratie affrontent les gouverneurs coloniaux ; les rébellions sanglantes sont matées, mais l'objectif du gouvernement responsable est atteint               | Joseph Howe, Louis-Joseph Papineau, William Lyon Mackenzie, Robert Baldwin               |
| 8 | Le grand projet       | 1850–1867 | L'histoire de la Confédération; les partisans de l'unification de l'Amérique du Nord britannique luttent pour créer un dominion au moment même où la guerre de Sécession fait rage. | John A. Macdonald, George Brown, George-Étienne Cartier, Harriet Tubman                  |
| 9 | D'un océan à l'autre  | 1867–1873 | La nouvelle puissance du Canada cherche à s'établir vers l'Ouest, ce qui provoque la rébellion de la rivière Rouge; la Colombie-Britannique se joint à la Confédération             | John A. Macdonald, Thomas D'Arcy McGee, George-Étienne Cartier, Louis Riel               |

### Coffret 3
| #  | Titre                    | Durée     | Sujets | Personnalités                                                       |
| -- | ------------------------ | --------- | --- | ------------------------------------------------------------------- |
| 10 | La conquête de l'ouest   | 1873–1896 | Les difficultés économiques du gouvernement de Macdonald, le destin de Riel et la question des écoles du Manitoba; le chemin de fer du Canadien Pacifique est complété | John A. Macdonald, Louis Riel, Crowfoot                             |
| 11 | La grande transformation | 1896–1915 | Le flux d'immigration et la colonisation des prairies amènent de grands changements; des mouvements politiques; la Première Guerre mondiale approche                   | Wilfrid Laurier, Clifford Sifton, Guglielmo Marconi                 |
| 12 | L'épreuve du feu         | 1915–1929 | La Première Guerre mondiale a de lourdes conséquences en Europe et à la maison ; la conscription divise le peuple ; la guerre est suivie par des difficultés ouvrières | Robert Borden, Sam Hughes, Lionel Groulx                            |
| 13 | Temps difficiles         | 1929–1940 | La Grande Dépression et le Dust Bowl amènent la souffrance et la misère ; la crise internationale mène à la prochaine guerre mondiale                                  | William Aberhart, Maurice Duplessis, R.B. Bennett, Mitchell Hepburn |

### Coffret 4
| #  | Titre                          | Durée     | Sujets | Personnalités                                                             |
| -- | ------------------------------ | --------- | --- | ------------------------------------------------------------------------- |
| 14 | Dans la fournaise de la guerre | 1940–1946 | La Seconde Guerre mondiale et la maturation du Canada ; bravoure et angoisse au pays et ailleurs                                                                  | William Lyon Mackenzie King, Winston Churchill, Franklin Delano Roosevelt |
| 15 | La prospérité et la peur       | 1946–1964 | Le baby boom et l'âge de la télévision amènent la prospérité ; la guerre froide à l'arrière-plan                                                                  | John Diefenbaker, Joey Smallwood, Maurice Duplessis, Tommy Douglas        |
| 16 | L'espoir et la colère          | 1964–1976 | Les années 1960 et 1970 amènent des transformations : la Révolution tranquille, le nouveau drapeau, la crise du FLQ et la montée de Trudeau.                      | Lester Pearson, Pierre Trudeau, Jean Lesage, Patrick Moore                |
| 17 | Dans un monde incertain        | 1976–1990 | Davantage d'incertitude économique et politique ; le référendum québécois de 1980 et les réformes constitutionnelles sont suivies par l'arrivée du libre-échange. | Pierre Trudeau, René Lévesque, Brian Mulroney                             |

### Suite diffusée en juillet 2017
| #  | Titre                                                                     | Durée     | Sujets | Personnalités |
| -- | ------------------------------------------------------------------------- | --------- | --- | ------------- |
| 18 | Le Canada : une histoire populaire, la suite, 1991-2015 (première partie) | 1991–2001 | Dans cet épisode, la communauté gaie accède à l’égalité et les Autochtones dénoncent les abus dans les pensionnats. Le Québec fait un choix déchirant pour son avenir alors que le Cirque du Soleil et Céline Dion conquièrent le monde. Terre-Neuve perd une ressource naturelle, mais joue un rôle important après les attentats du 11 septembre 2001, BlackBerry donne naissance à la Silicon Valley canadienne et les Casques bleus reçoivent un coup presque fatal.    |               |
| 19 | Le Canada : une histoire populaire, la suite, 1991-2015 (seconde partie)  | 2001—2015 | Dans cet épisode, le Canada entre en guerre contre le terrorisme en Afghanistan. Les femmes autochtones se battent pour leurs droits et les gens manifestent leur mécontentement dans les rues de Toronto et de Montréal. Un train transportant du pétrole sème la mort et la destruction à Lac-Mégantic. Les changements climatiques transforment l’Arctique. Nos athlètes s’emparent du podium à Vancouver, et un astronaute canadien devient une vedette internationale. |               |

## Réception
La série a été critiquée au Québec comme étant une reconstruction historique a posteriori d'une identité canadienne unifiée qui n'aurait jamais existé : les Canadiens français et les Canadiens anglais constituent deux nations distinctes cohabitant au sein d'un même État. La première développa son identité à l'époque de la Nouvelle-France, du XVIIe siècle jusqu'au début du XVIIIe siècle, tandis que la seconde développa son identité à l'époque de l'Amérique du Nord britannique, du milieu du XVIIIe siècle jusqu'au milieu du XIXe siècle. La perception des évènements historiques du Canada peut varier en fonction des deux nations, comme la Conquête de 1759-1760. 